# Şivlə
Şivlə è un comune dell'Azerbaigian situato nel distretto di Lerik. Conta una popolazione di 621 abitanti.